# Union socialiste républicaine

Union Socialiste Républicaine (Logo)

Die Union socialiste républicaine (Sozialistisch-Republikanische Union, USR) war eine französische politische Gruppierung, die 1935 als Zusammenschluss gemäßigter Sozialisten im Hinblick auf die Parlamentswahlen 1936 in der Abgeordnetenkammer gegründet wurde. Sie bestand bis zum Ende der Dritten Republik 1940 als parlamentarische Fraktion.

## Geschichte
Am 3. November 1935 schlossen sich auf einem Kongress in Pantin drei rechts von der Section française de l’Internationale ouvrière (SFIO) stehende Parteien, die Parti socialiste de France-Union Jean Jaurès (PSdF), die Parti socialiste français (PSF) und die Parti républicain-socialiste (PRS) zur Union socialiste républicaine (USR) zusammen. In ihrer gemeinsamen Erklärung bekannten sich die Gründungsparteien der USR „gleichermaßen zum Sozialismus, zur Republik und zu Frankreich“ und dazu, „die Republik gegen diktatorischen Faschismus und totalitären Dogmatismus zu verteidigen“, „die Wirtschaftskrise zu überwinden“ und „den Frieden zu retten“. Gegen den Widerstand einiger Abgeordneter beschlossen sie, ihre Fraktionen zusammenzulegen.
Insgesamt schlossen sich 41 der 55 Abgeordneten der ehemaligen Gruppierungen der USR an. 6 Abgeordnete gründeten eine kleine Fraktion namens groupe républicain socialiste indépendant (Unabhängige Republikanische Sozialistische Fraktion); 8 blieben fraktionslos.
Der USR gelang nicht der erhoffte Durchbruch bei den Wahlen. Sie erreichte 44 Mandate. Der neosozialistische Flügel der Partei war am stärksten betroffen – sein  prominentester Vertreter, Marcel Déat, verlor seinen Sitz – und die erfolgreichen Abgeordneten der USR stammten größtenteils aus dem sozialistisch-republikanischen Flügel.

## Bekannte Mitglieder und Regierungsvertreter
- Henry Andraud[2], Sous-secrétaire d’État in der Regierung Chautemps III.[A 1]
- Charles Berthézenne
- Maxence Bibié[3], Sous-secrétaire d’État im Kabinett Sarraut II und im Kabinett Chautemps IV.[A 2]
- Anatole de Monzie, Minister für öffentliche Arbeiten in den Regierungen Daladier III, IV, V und im Kabinett Reynaud.
- Marcel Déat, Luftfahrtminister in der Regierung Sarraut II.
- Alphonse Gasnier-Duparc[4], Marineminister in der Regierung Blum I.[A 3]
- Albert Forcinal
- Ludovic-Oscar Frossard, Arbeitsminister im Kabinett Sarraut 2, Staatsminister in der Regierung Chautemps IV, Propagandaminister in der Regierung Blum II, Minister für öffentliche Arbeiten in den Regierung Daladier III, Reynaud und Kabinett Pétain I; in den Kabinetten Reynaud und Pétain I fungierte er auch als Informationsminister.
- Eugène Frot
- Max Hymans[5], Sous-secrétaire d’État in den Regierungen Chautemps III und IV.
- Gabriel Lafaye[6], Sous-secrétaire d’État in der Regierung Chautemps IV.
- Ernest Lafont[7], Minister für öffentliche Gesundheit und Sport in der Regierung Laval IV.[A 4]
- Pierre-Olivier Lapie[8]
- Justin Luquot[9]
- Adrien Marquet, Staats- und Innenminister in der Regierung Pétain I.[A 5]
- Raymond Patenôtre[10], Minister für Nationalökonomie in den Regierungen Daladier III, IV und V.
- Joseph Paul-Boncour, Staatsminister in der Regierung Sarraut II, Außenminister in der Regierung Blum II.[A 6]
- Charles Pomaret[11], Arbeitsminister in den Regierungen Daladier III, IV, V und Reynaud. Im Kabinett Pétain I war er Arbeitsminister, Minister für öffentliche Gesundheit und Innenminister.
- Paul Ramadier, Sous-secrétaire d’État in den Regierungen Blum I und Chautemps III, Arbeitsminister in den Kabinetten Chautemps IV und Daladier III.
- Alphonse Rio[12], Minister für die Handelsmarine in den Regierung Daladier V und Reynaud.[A 7]
- Maurice Satineau
- Alexandre Varenne
- Pierre Viénot[13], Sous-secrétaire d’État in der Regierung Blum I.
- Maurice Viollette, Staatsminister in den Regierungen Blum I, II und Chautemps III.[A 8]

## Abstimmung vom 10. Juli 1940 und Ende
Lediglich Justin Luquot, Joseph Paul-Boncour und Paul Ramadier stimmten am 10. Juli 1940 gegen die erweiterten Vollmachten für Marschall Pétain. Pierre-Olivier Lapie war bereits geflohen; Pierre Viénot befand sich an Bord der Massilia. Einige nahmen nicht an der Abstimmung teil. Die große Mehrheit stimmte für das Verfassungsgesetz.
Die USR ruhte 1940 und wurde bei der Befreiung nicht wieder gegründet. Die meisten ihrer Mitglieder kehrten zur SFIO zurück, wie Paul Ramadier, Joseph Paul-Boncour und Max Hymans, oder schlossen sich dem Rassemblement des gauches républicaines (RGR) an. Andere, die hauptsächlich aus der sogenannten „neosozialistischen“ Strömung um Marcel Déat stammten, wurden wegen Kollaboration verurteilt.